# Goudourville
Goudourville é uma comuna francesa na região administrativa de Occitânia, no departamento de Tarn-et-Garonne. Estende-se por uma área de 11,27 km². Em 2010 a comuna tinha 976 habitantes (densidade: 86,6 hab./km²).